# Automotrice ÖBB 5047
L'automotrice 5047 è un'automotrice diesel costruita per le ferrovie federali austriache.
Furono costruite dalla Jenbach in 100 esemplari, rielaborando il progetto delle 627 tedesche. In seguito altri esemplari vennero forniti alle ferrovie locali della Stiria (STLB) e alla ferrovia Raab-Ödenburg-Ebenfurt (ROeEE). Un ulteriore esemplare venne ordinato dalla compagnia tedesca NVAG e posto in servizio sulla linea Niebüll-Dagebüll.